# دهستان گله‌دار
دهستان گله‌دار نام دهستانی در بخش گله دار شهرستان مهر، استان فارس در ایران است. براساس سرشماری مرکز آمار ایران در سال ۱۳۸۵، جمعیت آن ۳۴۳ نفر (۶۶ خانوار) بوده‌است.